# В мире книг
«В ми́ре книг» (укр. У світі книг) — радянський щомісячний критико-бібліографічний журнал, присвячений питанням книгознавства, видавничої справи, оформлення книги, книгорозповсюдження та книжкової торгівлі, опису нових видань, висвітленню діяльності Всесоюзного добровільного товариства любителів книги.

## Опис
Висвітлював проблеми книговидання, книгорозповсюдження, описував книжкові новинки, діяльність товариства любителів книги, роботою бібліотек, публікував матеріали з історії книги, бібліофільства, мистецтва книги тощо. 
З пропагандою українського художнього слова в журналі виступали П. Загребельний, В. Коротич, П. Мовчан, О. Чорногуз, та інші літературознавці, критики, книгознавці УРСР. Вміщували статті про Т. Шевченка, І. Франка, П. Тичину, Г. Нарбута, В. Мітченка тощо.
Основні розділи: «Суспільство та політика», «Наука та техніка», «Досвід народної праці», «Література та мистецтво», «Університет читання», «Зарубіжна література».

## Історія
Почали видавати замість журналу «Что читать», який виходив з ініціативи Н. К. Крупської в з 1936 по 1941 рік, тому редакція журналу вела його історію з вересня 1936 року.
До 1961 року був журналом Міністерства культури РРФСР, з 1961 по 1963 рік — органом Міністерств культури СРСР і РРФСР, з 1964 по 1965 рік — Державного комітету Радміну СРСР з друку, з 1966 по 1972 рік — Комітету з друку при Раді міністрів СРСР, з 1972 по 1973 рік — Державного комітету у справах видавництв, поліграфії та книжкової торгівлі, з 1974 по 1989 рік — Державного комітету Радміну СРСР та Радміну РРФСР у справах видавництв, поліграфії та книжкової торгівлі.
У січні 1973 був об'єднаний з журналом «Книжкова торгівля».
Тираж: 85 тисяч екземплярів у 1970 році, 75 тисяч у 1980 році, 44 тисяч у 1985 році.
В 1990 році реорганізований в літературно-публіцистичний журнал «Слово».